# Grange-over-Sands
Grange-over-Sands este un oraș în comitatul Cumbria, regiunea North West, Anglia. Orașul se află în districtul South Lakeland.